# آستین ترور
آستین تِـرِور (انگلیسی: Austin Trevor؛ ‏ ۷ اکتبر ۱۸۹۷ – ۲۲ ژانویهٔ ۱۹۷۸) بازیگر اهل بریتانیا بود. وی بین سال‌های ۱۹۳۰ تا ۱۹۶۹ میلادی فعالیت می‌کرد.
از فیلم‌ها یا برنامه‌های تلویزیونی که وی در آن نقش داشته‌است می‌توان به آنا کارنینا، کفش‌های قرمز، روزی که زمین آتش گرفت، رامبرانت، جنایت‌هایی به ترتیب الفبا، هر طور شما دوست دارید، به سوی پاریس با عشق، لرد اجور می‌میرد، فرار، خرابکاری، خداحافظ، آقای چیپس، بهشت همین نزدیکی‌هاست، پدر براون و آقای پیت جوان اشاره کرد.